# 趙鑾 (嘉靖進士)
趙鑾（1506年—？），字鳴和，號白泉，浙江金華府永康縣人，民籍，明朝政治人物。

## 生平
嘉靖七年（1528年）戊子科浙江鄉試第二十八名舉人。嘉靖八年（1529年）聯捷己丑科會試第一百三十七名，登第二甲第五十四名進士。授南刑部主事，歷升兵部职方司郎中，出为顺庆府知府。

## 家族
曾祖趙伯凱；祖父趙聰；父趙禨，母孫氏。重庆下。弟鍇、鈳。